# Kdousov
Kdousov är en ort i Tjeckien.   Den ligger i regionen Vysočina, i den sydöstra delen av landet, 150 km sydost om huvudstaden Prag. Kdousov ligger 460 meter över havet och antalet invånare är 109.
Terrängen runt Kdousov är platt, och sluttar söderut. Runt Kdousov är det glesbefolkat, med 16 invånare per kvadratkilometer. Närmaste större samhälle är Moravské Budějovice, 13,9 km nordost om Kdousov. Trakten runt Kdousov består till största delen av jordbruksmark.